# Klejstotecjum
Klejstotecjum (l.mn. kleistotecja, łac. cleistothecium) – rodzaj owocnika u workowców. Nazwa pochodzi od dwóch greckich słów: kleistós oznaczającego zamknięty’ i théke – schowanie, skrzynia.
Klejsotecjum to owocnik całkowicie zamknięty, bez otworu. Wewnątrz nie posiada płonnych strzępek. Worki, w których powstają zarodniki rozmieszczone są w nim bezładnie. Zarodniki wydostają się na zewnątrz dopiero po dojrzeniu owocnika. Następuje to na dwa sposoby: albo ściana owocnika pęka i zarodniki wydostają się przez powstały otwór, albo całkowicie rozpada się. Klejstotecjum to przeważnie nieduży owocnik o mniej więcej kulistym kształcie. Owocniki typu klejsotecjum występują np. w rzędach Eurotiales, Erysiphales, Elaphomycetales.
Na klejstotecjum u niektórych grzybów (np. u mączniakowców Erysiphales) występują różnego rodzaju wyrostki zwane przyczepkami. Budowa tych przyczepek ma duże znaczenie przy oznaczaniu rodzajów i gatunków.
Podobne budową do klejstotecjów i również zamknięte są owocniki typu chasmotecjum.

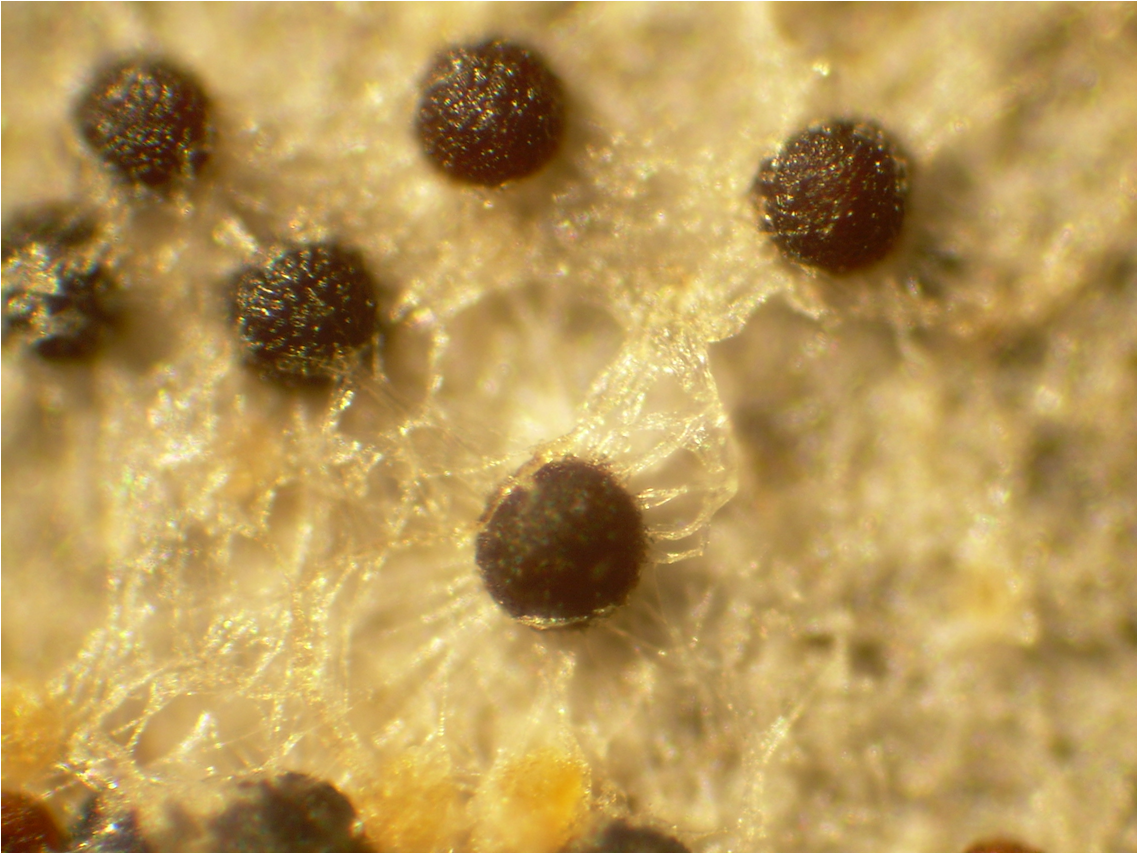
Klejstotecja Erysiphum adunca na liściu
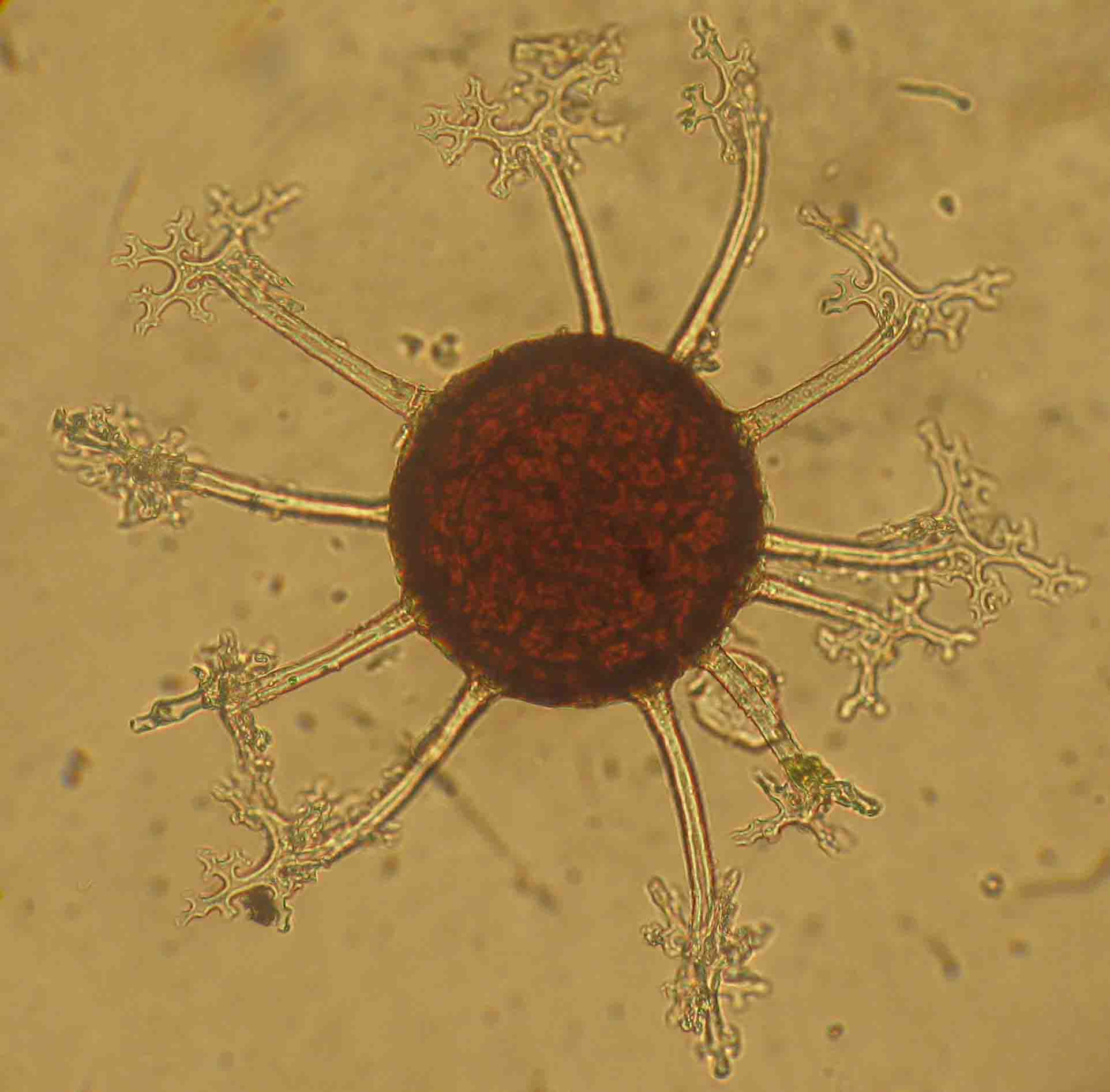
Klejstotecjum z przyczepkami u Erysiphe alphitoides
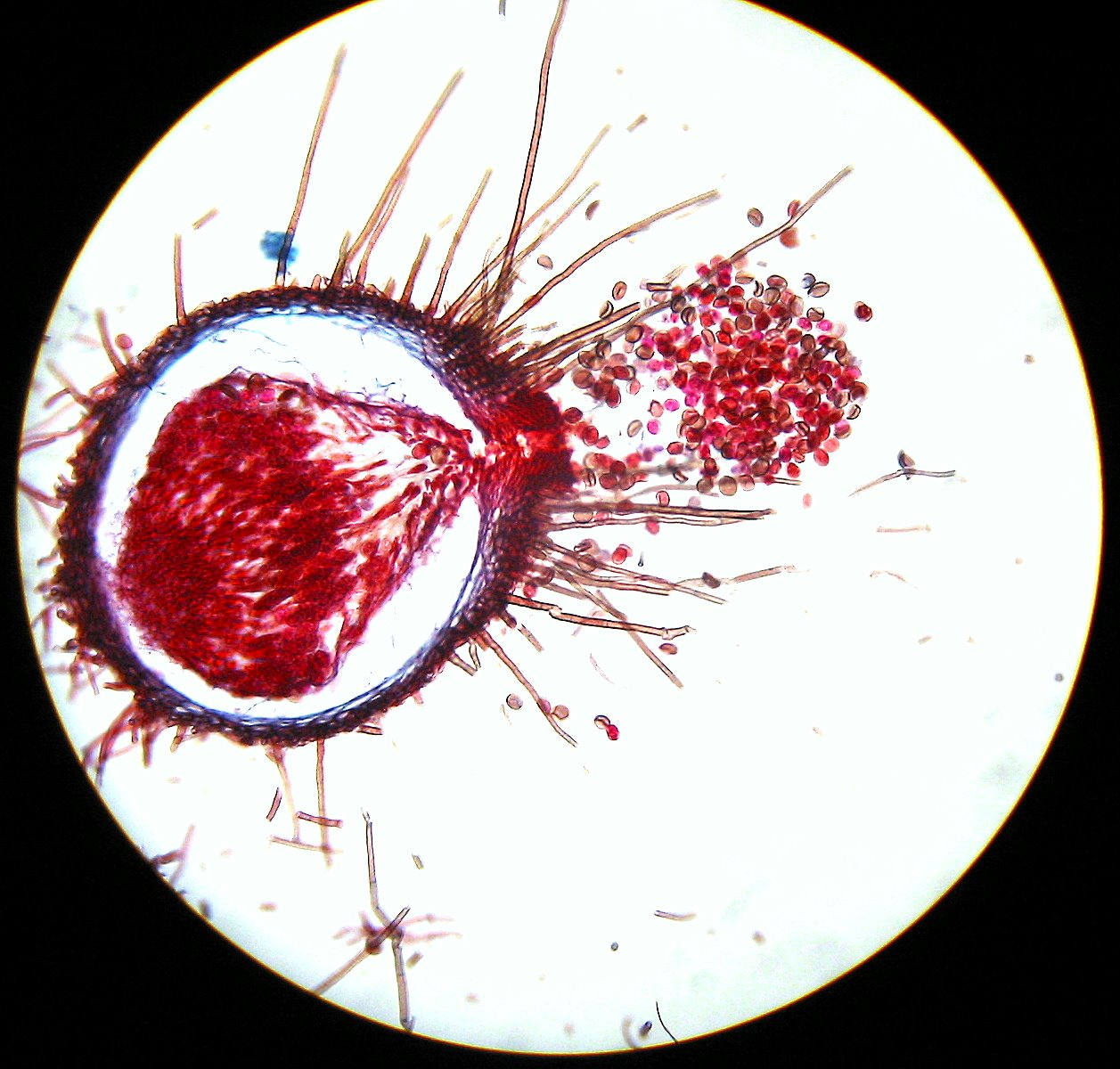
Uwalnianie się zarodników z klejstotecjum